# SN 2006sk
SN 2006sk – supernowa typu Ia odkryta 14 listopada 2006 roku w galaktyce A021033-0404. W momencie odkrycia miała maksymalną jasność 21,60m.